# Stari Grad (Split-Dalmatie)
Pour les articles homonymes, voir Stari Grad.

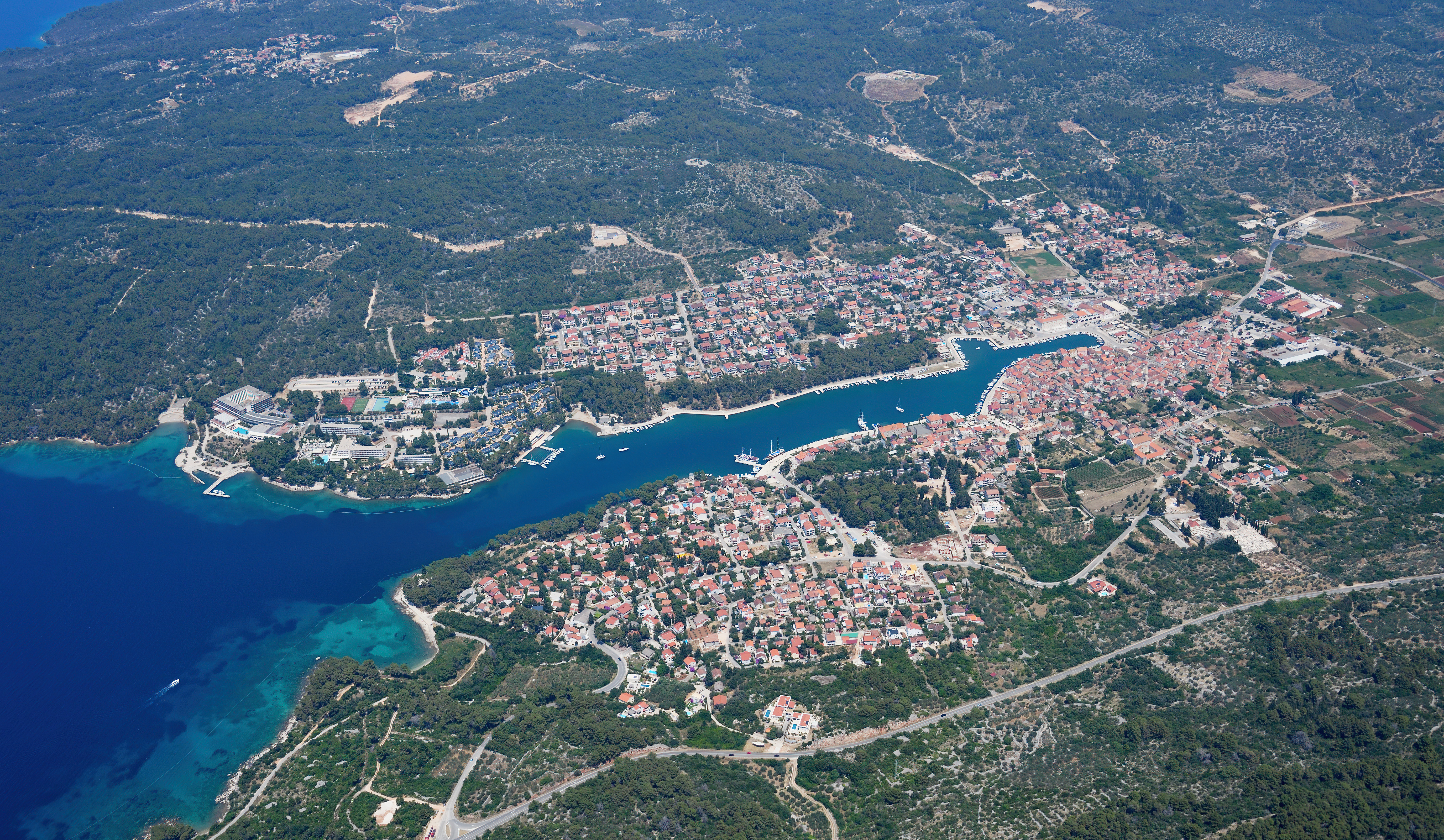
Vue aérienne

Stari Grad (signifiant « la vieille ville » en croate) est une ville et une municipalité située en Dalmatie, dans le comitat de Split-Dalmatie, en Croatie. Au recensement de 2001, la municipalité comptait 2 817 habitants, dont 95,88 % de Croates et la ville seule comptait 1 906 habitants.
Stari Grad est situé sur l'île de Hvar. Le 7 juillet 2008, le site a été inscrit sur la liste du patrimoine mondial de l'UNESCO,,.

## Étymologie
Stari Grad fut originellement nommée Faros (en grec Φάρος) par les colons grecs à partir de l'île de Paros d'où ils provenaient, en 384 av. J.-C. Le nom Faros étant très similaire au nom de l'île de laquelle les habitants provenaient, une théorie alternative provient des précédents habitants de la zone. Une importante bataille navale fut signalée un an après l'établissement de la colonie de Pharos par une inscription grecque à cet endroit (384 - 383 av. J.-C.), et par l'historien grec Diodore de Sicile, initiée par les conflits entre les colons grecs et le peuple indigène de l'île, les Liburniens, qui ont appelés leurs compatriotes à les soutenir. 10 000 Liburniens partirent de leur capitale Idassa (Zadar), contrôlée par les Iadasinoi (peuple de Zadar) et débarquèrent à Pharos. La flotte syracienne positionnée à Issa fut informée dans les temps, et les trières grecques attaquèrent la flotte de siège, remportant la victoire. Selon Diodore, les Grecs tuèrent plus de 5 000 prisonniers et en capturèrent 2 000, coulant ou capturant leurs navires et brûlant leurs armes en dédicace à leurs dieux.
Cette bataille marque la perte des plus importantes positions liburniennes dans le centre de la mer Adriatique, résultant en leur retrait de leur principale région ethnique, la Liburnie, et leur départ totale de la côte italique, éloignée de Truentum. Du temps des Romains, la ville fut connue sous le nom de Faria, plus tard slavisé en Hvar par la population. Lorsque la capitale administrative de l'île a été déplacée dans la ville moderne de Hvar sur la côte méridionale, la vieille ville est devenue connue simplement sous le nom de Stari Grad (signifiant « vieille ville » en croate).

## Histoire
La zone autour de la ville moderne de Stari Grad fut habitée par les tribus néolithiques de la culture Hvar, qui occupa l'île de 3 500 à 2 500 av. J.-C., et qui échangea avec d'autres localités autour de la mer Méditerranée. Des restes de la poterie et d'autres artefacts furent trouvés, avec ceux de la tribu illyrienne qui les succéda. La localité se situait sur la partie inférieure de la baie de Stari Grad, défendue par deux bastions au nord et au sud des flancs de collines surplombant le port (Glavica et Purkin Kuk).
La ville fut fondée en 384 av. J.-C. par des Grecs anciens provenant de l'île de Paros dans la mer Égée. Ils donnèrent le nom Faros (en grec ΦΑΡΟΣ) à la localité, qui fut transformée en un État indépendant pouvant frapper sa propre monnaie. La plaine alentour fut marquée par des routes avec des angles droits, et divisée en terrains de taille standard. Aujourd'hui, la plaine de Stari Grad représente l'un des exemples les mieux préservés de l'agriculture de la Grèce antique, à travers la mer Méditerranée.
Le roi illyrien Agron, ayant régné de 250 à 231 av. J.-C., étendit son contrôle à de nombreuses villes de la mer Adriatique et conquirt Faros,.
En 218 av. J.-C., les Romains défairent l'armée illyrienne à Faros durant la seconde guerre illyrienne, et la ville fut détruite par l'armée romaine, bien que restée sous contrôle illyrien. La ville passa sous le contrôle des Romains en 168 av. J.-C., après la défaite du roi Gentius durant la troisième guerre illyrienne.
Une inscription datant du IIe siècle av. J.-C. se réfère aux Fariens et leur délégation à l'île grecque de Faros et à l'oracle à Delphi. Elle fait mention du Sénat romain et aux habitants perçus comme « bien disposé » et « bienveillant » envers la ville de Faros du temps de ses ancêtres. Des inscriptions, mosaïques, pierres tombales, reliefs de pierre, fines poteries, bijoux, pièces et villae rusticae supplémentaires racontent l'histoire de la vie dans et autour des anciennes villes romaines.
La première église fut construite au Ve siècle, dans la partie sud-est de la ville, proche de ses murs, sur les fondations d'une ancienne maison grecque. Au VIe siècle, une nouvelle église fut édifiée à l'emplacement du même site, une basilique jumelle avec un baptistère consacré à sainte Marie et saint John.
Au VIIe siècle, suivant la chute de Salona, capitale de la province romaine de Dalmatie, la majorité de sa population trouva refuge à Faros et d'autres villes romaines dans les îles environnantes. L'historien romain Thomas l'archidiacre y fait mention dans son livre Historia Salonitana.
Faros fut conquise par les Slaves au début du VIIIe siècle. Son nom fut slavisé par Hvar, aujourd'hui ville de Croatie. Durant le Xe siècle, Hvar passa sous le contrôle des Narentins. Les pirates du continent commencèrent à mener des raids sur les villes côtières, et de nouveaux villages se développèrent sur les contreforts - Dol, Vrbanj et Ptive.
En 1278, la population de Hvar choisit de se placer sous la protection de la république vénitienne. Suivant ce constat, les Vénitiens entreprenèrent d'étendre la localité sur la portion septentrionale de l'île, pour installer une base plus appropriée pour la flotte vénitienne. Ce site constitue aujourd'hui la ville moderne de Hvar. La vieille ville de Stari Grad, également référencée en tant que « vieille Hvar », est restée le centre de la partie la plus densément peuplée de l'île, la zone entourant la plaine agriculturelle.
Durant le XVIe siècle, la ville fut attaquée par les Ottomans, parvenant à les repousser la première fois, mais échouant en 1571 et laissant la majorité de la ville brûlée. À la suite de cette défaite, Stari Grad fut progressivement reconstruite. Elle redevint prospère en raison du commerce maritime, au cours des XVIIe et XVIIIe siècles. L'ancien bord de mer (appelé Stara Riva) fut étendu et la ville subira une transformation architecturale et urbaine, menant en la structure actuelle.
En 1797, Napoléon Ier renversa la république vénitienne, et Hvar devint brièvement une partie de l'empire d'Autriche. Lors de leur conquête de l'Autriche, les Français lui conférèrent le statut de province autonome avec Stari Grad pour capitale. À la chute de l'Empire napoléonien, Stari Grad redevint une partie de l'Autriche au sein du royaume de Dalmatie.
Le XIXe siècle fut une période paisible et prospère pour l'île. Cependant, l'arrivée de phylloxéra décima les vignes de l'île, et les départs de bateaux n'ont pas pû être achevés avec les nouveaux navires à vapeur, contraignant un grand nombre d'habitants de s'installer ailleurs. Aujourd'hui, le tourisme est le principal secteur économique de Stari Grad,.

## Géographie

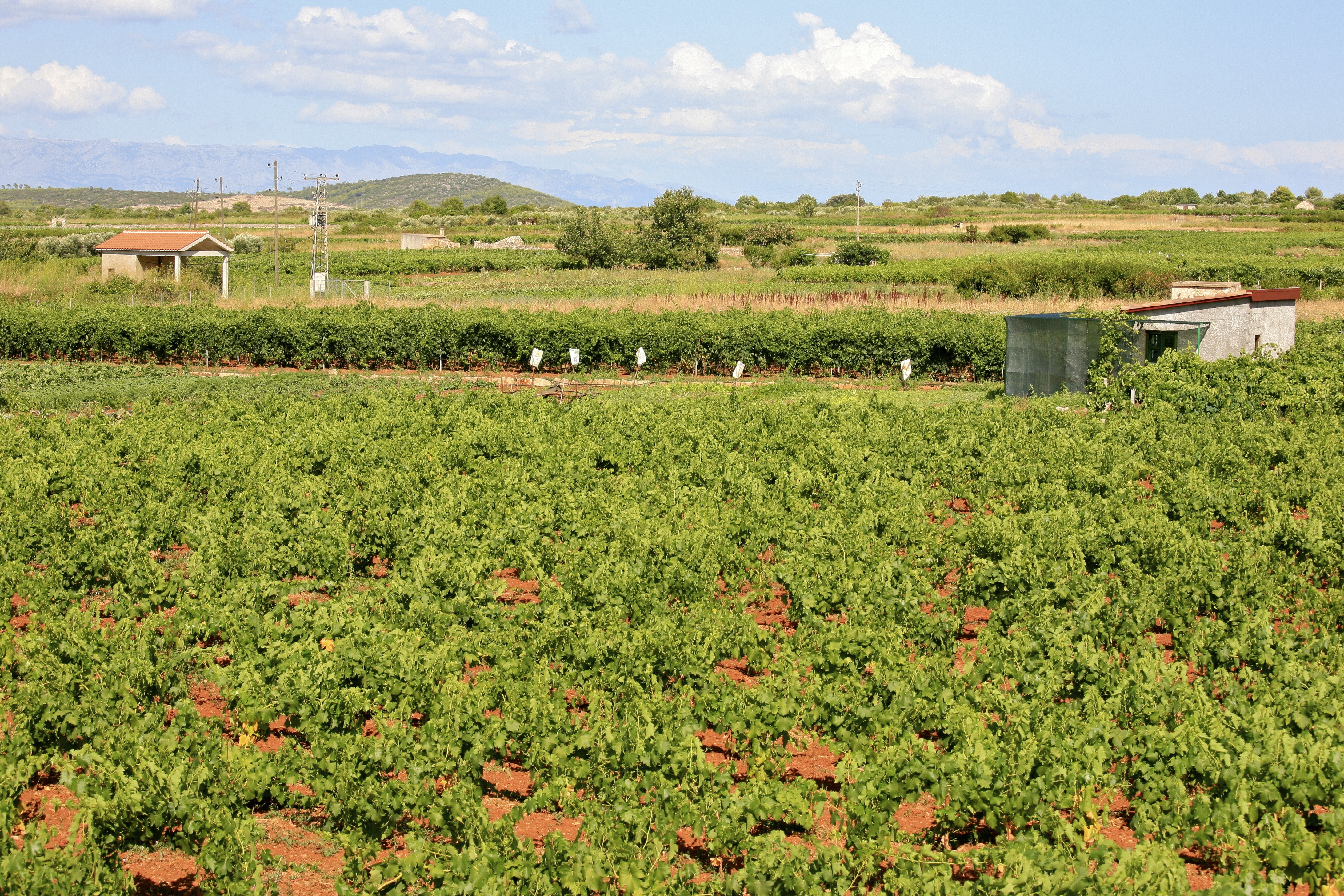
Jeunes vignes à Stari Grad.

Stari Grad est située sur la partie septentrionale de l'île de Hvar, sur la pointe de la baie de Stari Grad, une chaîne d'eau profonde protégée au nord par les collines de la péninsule de Kabal et par la crête de haute montagne de Hvar au sud.
Les terres agriculturelles de l'île mènent vers la partie orientale de la ville de Stari Grad. Cette plaine fertile fut élevée dès les temps préhistoriques, et le plan d'installation grec est restée en grande partie intact en raison des efforts de conservation. La plaine de Stari Grad est devenu un site du patrimoine mondial immatériel de l'UNESCO en 2008.

## Localités
La municipalité de Stari Grad compte cinq localités :
- Dol
- Rudina
- Selca kod Starog Grada
- Stari Grad
- Vrbanj